# Bikanhalli, Koppal
Bikanhalli là một làng thuộc tehsil Koppal, huyện Koppal, bang Karnataka, Ấn Độ.